# Isadelphus cressonii
Isadelphus cressonii là một loài tò vò trong họ Ichneumonidae.